# Sandia (Perú)
Sandia es una ciudad del sureste del Perú, capital de la Provincia de Sandia, en el Departamento de Puno.
Se encuentra a 2.175 m de elevación, cerca del río Sandia que forma un cañón. La principal actividad es la agricultura. En el norte se halla un bosque montano, allí se registraron 41 especies de aves.

## Clima
| Parámetros climáticos promedio de Sandia | Parámetros climáticos promedio de Sandia | Parámetros climáticos promedio de Sandia | Parámetros climáticos promedio de Sandia | Parámetros climáticos promedio de Sandia | Parámetros climáticos promedio de Sandia | Parámetros climáticos promedio de Sandia | Parámetros climáticos promedio de Sandia | Parámetros climáticos promedio de Sandia | Parámetros climáticos promedio de Sandia | Parámetros climáticos promedio de Sandia | Parámetros climáticos promedio de Sandia | Parámetros climáticos promedio de Sandia | Parámetros climáticos promedio de Sandia |
| Mes                                      | Ene.                                     | Feb.                                     | Mar.                                     | Abr.                                     | May.                                     | Jun.                                     | Jul.                                     | Ago.                                     | Sep.                                     | Oct.                                     | Nov.                                     | Dic.                                     | Anual                                    |
| ---------------------------------------- | ---------------------------------------- | ---------------------------------------- | ---------------------------------------- | ---------------------------------------- | ---------------------------------------- | ---------------------------------------- | ---------------------------------------- | ---------------------------------------- | ---------------------------------------- | ---------------------------------------- | ---------------------------------------- | ---------------------------------------- | ---------------------------------------- |
| Temp. máx. media (°C)                    | 22.8                                     | 22.6                                     | 22.8                                     | 22.7                                     | 21.9                                     | 21.5                                     | 21.7                                     | 23.2                                     | 24                                       | 24.1                                     | 24.3                                     | 23.4                                     | 22.9                                     |
| Temp. media (°C)                         | 17.6                                     | 17.5                                     | 17.5                                     | 16.9                                     | 15.6                                     | 14.7                                     | 15                                       | 16.2                                     | 17.4                                     | 18                                       | 18.2                                     | 18                                       | 16.9                                     |
| Temp. mín. media (°C)                    | 12.4                                     | 12.5                                     | 12.3                                     | 11.1                                     | 9.4                                      | 8                                        | 8.3                                      | 9.2                                      | 10.8                                     | 11.9                                     | 12.1                                     | 12.6                                     | 10.9                                     |
| Fuente: climate-data.org                 |                                          |                                          |                                          |                                          |                                          |                                          |                                          |                                          |                                          |                                          |                                          |                                          |                                          |